# Амансіо Амаро
Амансіо Амаро (ісп. Amancio Amaro Varela; 16 жовтня 1939, А-Корунья, Галісія — 21 лютого 2023, Мадрид) — іспанський футболіст, що грав на позиції флангового півзахисника. По завершенні ігрової кар'єри — футбольний тренер.
Більшу частину кар'єри провів за клуб «Реал Мадрид», у складі якого став дев'ятиразовим чемпіоном Іспанії, триразовим володарем Кубка Іспанії та переможцем Кубка чемпіонів УЄФА. Також виступав за національну збірну Іспанії, разом з якою став чемпіоном Європи.

## Клубна кар'єра
Народився 16 жовтня 1939 року в місті А-Корунья. Свій футбольний шлях розпочав у 15 років у команді «Вікторія» з рідного міста. У 1958 році переходить у головну команду провінції, «Депортіво», який виступав у Сегунді. За підсумками сезону 1961/62 «Депортіво» вийшов в Ла Лігу, а Амаро став найкращим бомбардиром Сегунди з 25 м'ячами в 26 матчах. Цим він привернув увагу багатьох іспанських команд, однією з яких став мадридський «Реал». Сам Сантьяго Бернабеу приїжджав в А-Корунью вмовляти Амаро приєднатися до «Реалу» і умовив своїм авторитетом і сумою контракту. На останньому за літо 1962 року засіданні Ради Директорів Королівського клубу, на яке Сантьяго прибув, на порядку денному стояло питання про можливе придбання Амансіо. Рада визнала, що в умовах складної економічної ситуації подібні витрати були б не доцільні. Коли обговорення підходило до кінця, пролунав телефонний дзвінок. Це був Сантьяго Бернабеу з А-Коруньї. Він повідомив Раді Директорів, що тільки що купив Амансіо, віддавши за нього 12 мільйонів песет і чотирьох гравців (Міче, Антоніо Руїса, Себріана і Бетанкура (останнього на правах оренди). У «Мадрида» на той момент не було потрібної суми грошей, і клубу довелося продати Луїса Дель Соля в «Ювентус».

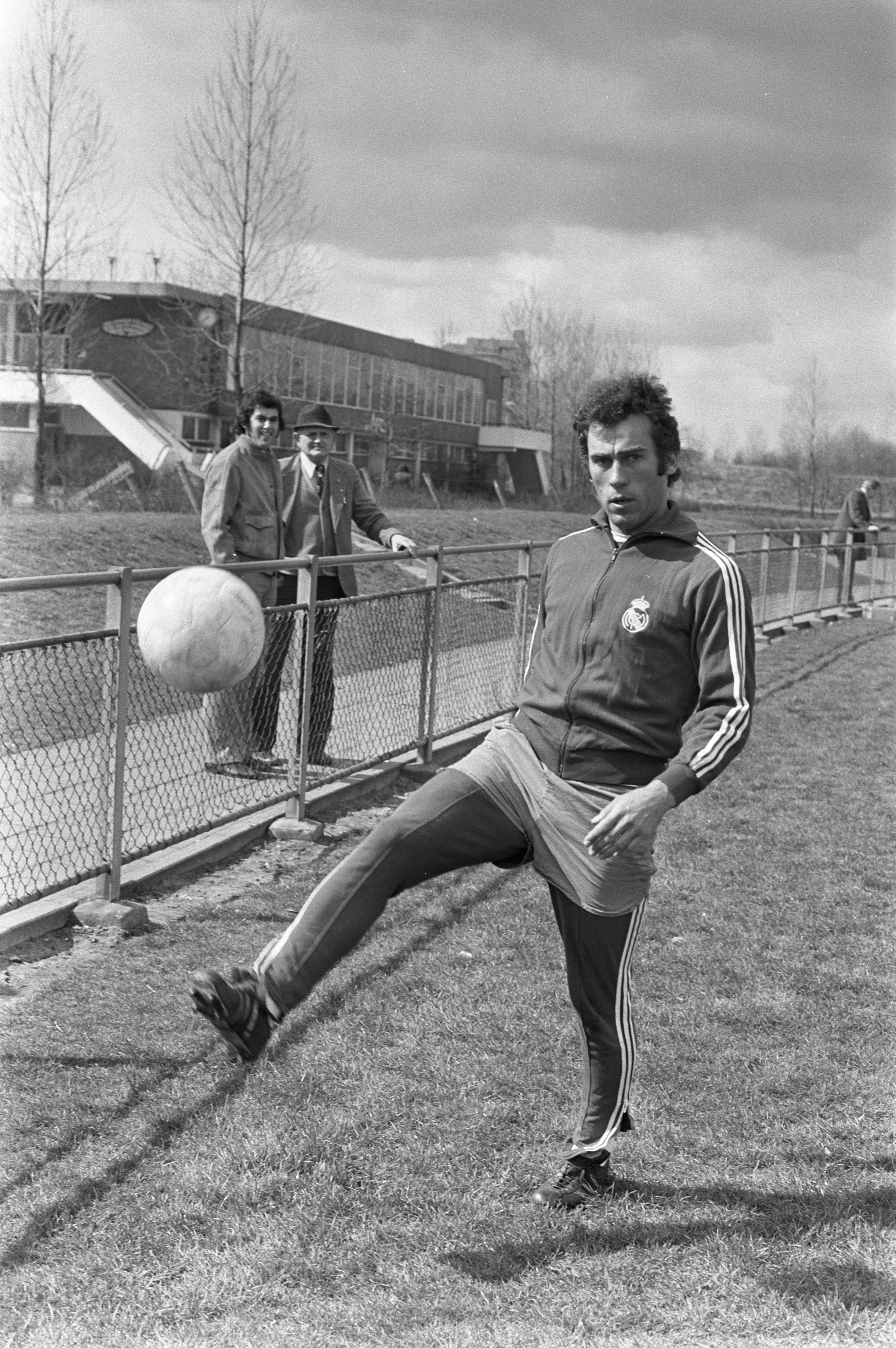
Амансіо Амаро у 1973 році

Амансіо переїхав у Мадрид в червні 1962 року. Це був складний період для «Реала», який переживав перебудову, приходили нові гравці. Зокрема, у рік приходу Амансіо, до «Реалу» приєдналися Ігнасіо Соко, Люсьєн Мюллер і Янко Дауцик. В команді Амаро дебютував у матчі з «Реал Бетісом» (5:2 на користь «Реала»), а трохи пізніше він зіграв і перший європейський матч з «Андерлехтом» (3:3). У сезоні 1963/64 «Реал» з Амансіо досягає фіналу Кубка європейських чемпіонів, але програють «Мілану» 1:3, а в наступному сезоні «Реал» оступається вже на стадії чвертьфіналу, програвши «Бенфіці». Сезон 1965/66 був набагато більш вдалий, «Реал» на чолі з тренером Мігелем Муньйосом на лавці і Амаро Амансіо на полі, виходить у фінал, де його чекає 11 травня 1966 року «Партизан», який зусиллями Васовича відкриває рахунок, але Амансіо на 70-й хвилині забиває м'яч у відповідь, обігравши захисника і невідпорно пробивши, а за 5 хвилин до кінця Серена ударом метрів з 30-ти приносить перемогу «Реалу». Цей Кубок Чемпіонів став єдиним за кар'єру для Амансіо.
Влітку 1976 року, після 14 сезонів у «Реалі», завершив професійну кар'єру футболіста. За цей час він зіграв за «вершкових» 470 матчів в усіх турнірах, забивши 155 голів.

## Виступи за збірну
25 листопада 1962 року дебютував в офіційних матчах у складі національної збірної Іспанії у матчі з Румунією (1:3), відігравши усю гру.
У складі збірної був учасником домашнього чемпіонату Європи 1964 року. Він був лідером тієї збірної і допоміг їй виграти трофей, перемігши у фіналі збірну СРСР з рахунком 2:1. Сам Амансіо був включений до символічної збірної турніру і отримав «Бронзовий м'яч» третього футболіста Європи 1964 року (за версією журналу «France Football»).
Через два роки Амаро з командою пробився на чемпіонату світу 1966 року в Англії, проте не зважаючи на гол Амансіо у другому матчі, «червона фурія» не змогла пройти груповий етап. Після цього іспанці понад десять років (до 1978) не могли пробитись на великі турніри, через що для Амаро турнір 1966 року виявився єдиним «мундіалем».
Протягом кар'єри у національній команді, яка тривала 13 років, провів у формі головної команди країни 42 матчі, забивши 11 голів.

## Кар'єра тренера
Пішовши з футболу, Амаро не залишив клуб. Він почав тренувати юнаків мадридського «Реала», але пропрацював лише рік і пішов з клубу. 1982 року новообраний президент «Королівського клубу» Луїс де Карлос запропонував Амансіо тренувати дочірню команду клубу, «Реал Кастілья», і Амаро погодився. Вже у другому сезоні він завоював з дублем чемпіонство у Сегунді. У нього починали грати знамениті згодом гравці — Еміліо Бутрагеньйо, Мічел, Мануель Санчіс, Мартін Васкес, Мігель Пардеса та інші.
У сезоні 1984/85 Амаро було запропоновано керувати головною командою, але клуб виступив невдало, і тренер був звільнений ще до завершення сезону. Після відходу з «Реала» Амансіо працював у спортивній фірмі «Кельме», в якій відповідав за продукцію в мадридському напрямку бізнесу.
2000 року саме голос Амансіо виявився вирішальним для обрання на посаду президента клубу Флорентіно Переса, який в подяку призначив Амаро відповідальним за організацію святкування сторіччя «Реала».

## Статистика виступів

### Статистика клубних виступів
| Сезон                   | Команда                 | Чемпіонат               | Чемпіонат | Чемпіонат | Кубок | Кубок | Кубок | Єврокубки | Єврокубки | Єврокубки | Інші змагання | Інші змагання | Інші змагання | Усього | Усього |
| Сезон                   | Команда                 | Ліга                    | Ігор      | Голів     | Ліга  | Ігор  | Голів | Ліга      | Ігор      | Голів     | Ліга          | Ігор          | Голів         | Ігор   | Голів  |
| ----------------------- | ----------------------- | ----------------------- | --------- | --------- | ----- | ----- | ----- | --------- | --------- | --------- | ------------- | ------------- | ------------- | ------ | ------ |
| 1958-59                 | «Депортіво»             | СД                      | 11        | 3         | КІ    | ?     | ?     | —         | —         | —         | —             | —             | —             | —      | -      |
| 1959-60                 | «Депортіво»             | СД                      | 26        | 10        | КІ    | ?     | ?     | —         | —         | —         | —             | —             | —             | —      | -      |
| 1960-61                 | «Депортіво»             | СД                      | 29        | 16        | КІ    | ?     | ?     | —         | —         | —         | —             | —             | —             | —      | -      |
| 1961-62                 | «Депортіво»             | СД                      | 26        | 25        | КІ    | ?     | ?     | —         | —         | —         | —             | —             | —             | —      | -      |
| Усього за «Депортіво»   | Усього за «Депортіво»   | Усього за «Депортіво»   | 92        | 54        |       | ?     | ?     |           | —         | —         |               | —             | —             | —      | -      |
| 1962-63                 | «Реал Мадрид»           | ПД                      | 29        | 14        | КІ    | 8     | 1     | КЧ        | 2         | 0         | —             | —             | —             | 39     | 15     |
| 1963-64                 | «Реал Мадрид»           | ПД                      | 24        | 6         | КІ    | 3     | 1     | КЧ        | 8         | 3         | —             | —             | —             | 35     | 10     |
| 1964-65                 | «Реал Мадрид»           | ПД                      | 22        | 9         | КІ    | 0     | 0     | КЧ        | 5         | 6         | —             | —             | —             | 27     | 15     |
| 1965-66                 | «Реал Мадрид»           | ПД                      | 25        | 8         | КІ    | 2     | 0     | КЧ        | 7         | 5         | —             | —             | —             | 34     | 13     |
| 1966-67                 | «Реал Мадрид»           | ПД                      | 25        | 7         | КІ    | 5     | 0     | КЧ        | 4         | 0         | МКК           | 2             | 0             | 36     | 7      |
| 1967-68                 | «Реал Мадрид»           | ПД                      | 28        | 10        | КІ    | 8     | 5     | КЧ        | 7         | 4         | —             | —             | —             | 43     | 19     |
| 1968-69                 | «Реал Мадрид»           | ПД                      | 29        | 14        | КІ    | 1     | 0     | КЧ        | 2         | 1         | —             | —             | —             | 32     | 15     |
| 1969-70                 | «Реал Мадрид»           | ПД                      | 29        | 16        | КІ    | 9     | 6     | КЧ        | 3         | 1         | —             | —             | —             | 41     | 23     |
| 1970-71                 | «Реал Мадрид»           | ПД                      | 19        | 6         | КІ    | 2     | 0     | КВК       | 9         | 0         | —             | —             | —             | 30     | 6      |
| 1971-72                 | «Реал Мадрид»           | ПД                      | 28        | 6         | КІ    | 6     | 0     | КУЄФА     | 3         | 1         | —             | —             | —             | 37     | 7      |
| 1972-73                 | «Реал Мадрид»           | ПД                      | 25        | 8         | КІ    | 2     | 0     | КЧ        | 7         | 1         | —             | —             | —             | 34     | 9      |
| 1973-74                 | «Реал Мадрид»           | ПД                      | 25        | 8         | КІ    | 3     | 0     | КУЄФА     | 1         | 0         | —             | —             | —             | 29     | 8      |
| 1974-75                 | «Реал Мадрид»           | ПД                      | 17        | 3         | КІ    | 6     | 1     | КВК       | 2         | 0         | —             | —             | —             | 25     | 4      |
| 1975-76                 | «Реал Мадрид»           | ПД                      | 19        | 4         | КІ    | 2     | 0     | КЧ        | 7         | 0         | —             | —             | —             | 28     | 4      |
| Усього за «Реал Мадрид» | Усього за «Реал Мадрид» | Усього за «Реал Мадрид» | 344       | 119       |       | 57    | 14    |           | 67        | 22        |               | 2             | 0             | 470    | 155    |
| Усього                  | Усього                  | Усього                  | 436       | 173       |       | 57+   | 14+   |           | 67        | 22        |               | 2             | 0             | 562+   | 209+   |

## Титули і досягнення

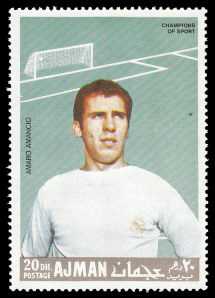
Поштова марка Аджману з зображенням Амансіо Амаро. 1968 рік

### Як гравця
- Чемпіон Іспанії (9):

«Реал Мадрид»: 1962-63, 1963-64, 1964-65, 1963-67, 1967-68, 1968-69, 1971-72, 1974–75, 1975–76
- Володар Кубка Іспанії з футболу (3):

«Реал Мадрид»: 1969-70, 1973-74, 1974-75
- Переможець Ліги чемпіонів УЄФА (1):

«Реал Мадрид»: 1965-66
- Чемпіон Європи (1):

Іспанія: 1964

### Особисті
- Найкращий бомбардир Ла Ліги: 1968-69, 1969-70
- Найкращий бомбардир Сегунди: 1961-62
- Третій призер Золотого м'яча: 1964